# Memorial Viviana Manservisi 2008
Il Memorial Viviana Manservisi 2008, sesta edizione della corsa e valida come evento dell'UCI Europe Tour 2008, si svolse il 20 settembre 2008, per un percorso totale di 184 km. Fu vinto dall'italiano Alessandro Petacchi che giunse al traguardo con il tempo di 4h11'08" alla media di 43,961 km/h.
Partenza con 129 ciclisti, dei quali 121 portarono a termine il percorso.

## Ordine d'arrivo (Top 10)
| Pos. | Corridore           | Squadra       | Tempo    |
| ---- | ------------------- | ------------- | -------- |
| 1    | Alessandro Petacchi | LPR Brakes    | 4h11'08" |
| 2    | Maximiliano Richeze | CSF Group     | s.t.     |
| 3    | Enrico Rossi        | NGC Medical   | s.t.     |
| 4    | Robert Hunter       | Barloworld    | s.t.     |
| 5    | Francesco Chicchi   | Liquigas      | s.t.     |
| 6    | Daryl Impey         | Barloworld    | s.t.     |
| 7    | Mychajlo Chalilov   | Cer. Flaminia | s.t.     |
| 8    | Honorio Machado     | Katay Cycling | s.t.     |
| 9    | Marco Corsini       | NGC Medical   | s.t.     |
| 10   | Daniel Musiol       | Volksbank     | s.t.     |